# Erna Schilling
Erna Schilling (Berlijn, 1884 – Davos, 2 oktober 1945) was een Duits nachtclubdanseres, die later de Zwitserse nationaliteit kreeg. Zelf beweerde ze dat ze in een laboratorium had gewerkt. Zij was vaste partner en schildersmodel van de Duitse expressionistische schilder Ernst Ludwig Kirchner. Zij poseerde voor vele tekeningen, voor schilderijen, houtsneden en enkele houten beelden.   
Schilling was een dochter van een corrector voor een uitgeverij. Over haar moeder is niets bekend, mogelijk was die overleden. Haar stiefmoeder was naaister. Toen ze 18 jaar was verliet ze het ouderlijk huis, samen met haar oudere zus Gerda; beide vrouwen werden dansers in nachtclubs in Berlijn. Daar ontmoette ze in 1911 of 1912 kunstenaar Ernst Ludwig Kirchner. In 1912 gingen de zussen mee met Kirchner naar het eiland Fehmarn, waar ze naakt poseerden.    
Schilling werd de levenslange partner van Kirchner en zijn voorkeursmodel. Via hem ontmoette ze andere leden van de groep kunstenaars van Die Brücke. Schilling poseerde ook voor schilderijen van Erich Heckel en Otto Mueller. Ze maakte decoraties, met name met haar borduurwerk, voor de studio van Kirchner, op basis van haar eigen schetsen en zijn ontwerpen. Ook gaf zij daar dansvoorstellingen.  

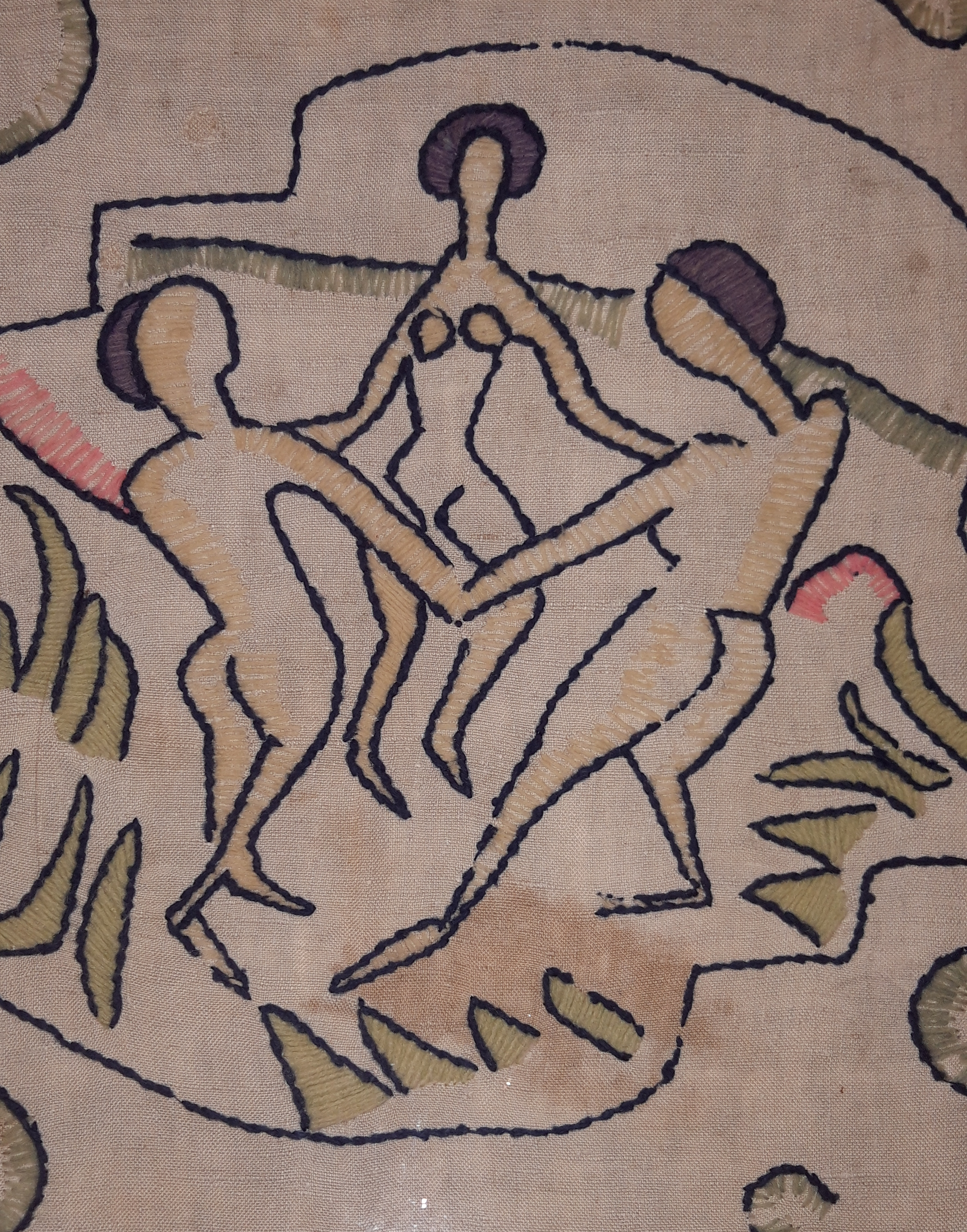
Borduurwerk van Erna Schilling

Naar verluidt was Erna een emotioneel persoon. Haar turbulente gemoedstoestanden inspireerden Kirchner bij zijn werk.
Ze zorgde voor de zaken van de kunstenaar nadat hij in 1915 een zenuwinzinking kreeg. Daarmee legde zij de basis voor zijn financiële onafhankelijkheid.
Ze verhuisde in 1921 met hem naar Zwitserland en werd in 1937 Zwitsers staatsburger. Kirchner vroeg haar in juni 1938 ten huwelijk en deed hij daarvoor een aanvraag bij de gemeente Davos. Ondanks dat het huwelijk niet gesloten werd vanwege de zelfmoord van Kirchner op 15 juni 1938 stond ze bekend als Frau Erna Kirchner. Na zijn overlijden werd zij de beheerder van zijn nalatenschap.

## Afbeeldingen

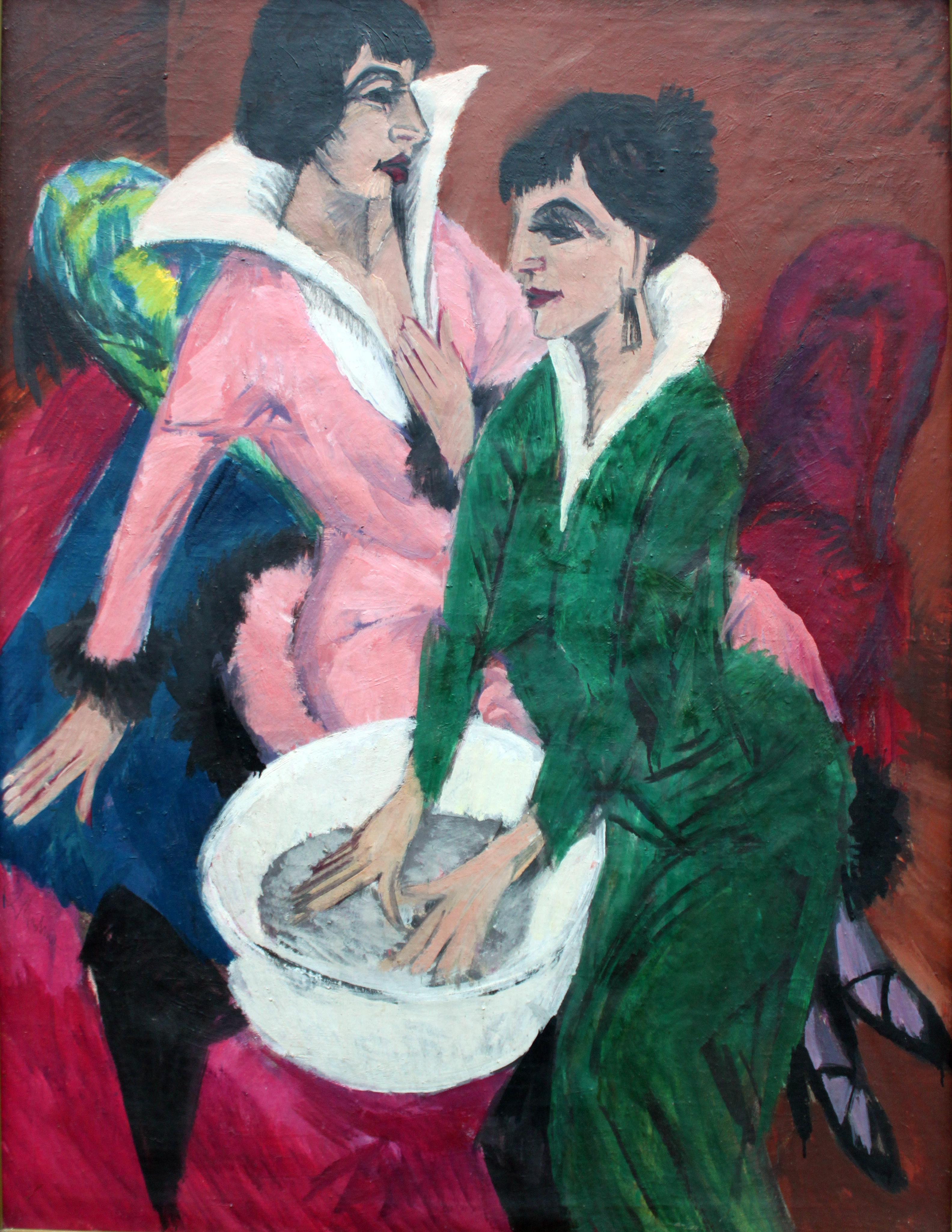
Twee vrouwen bij een wasbak. Erna en Gerda Schilling, geschilderd door Kirchner in 1913
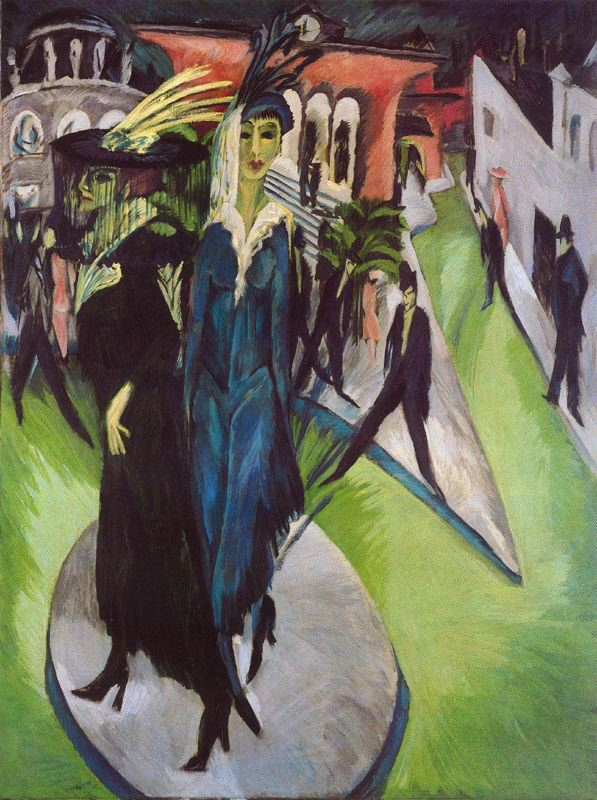
Ida en Gerda op de Potsdamer Platz, Kirchner, 1914
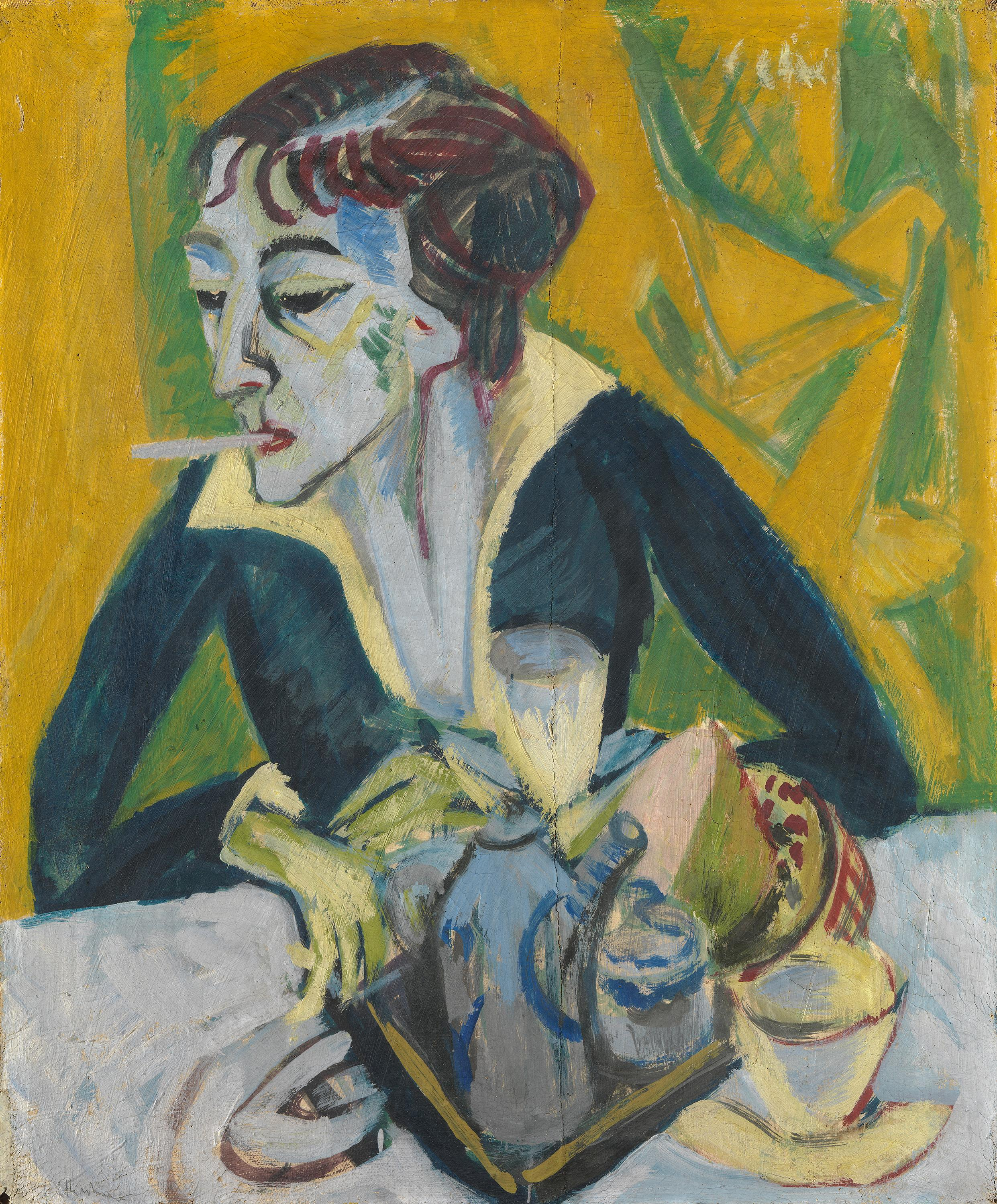
Erna met sigaret, Kirchner, 1915
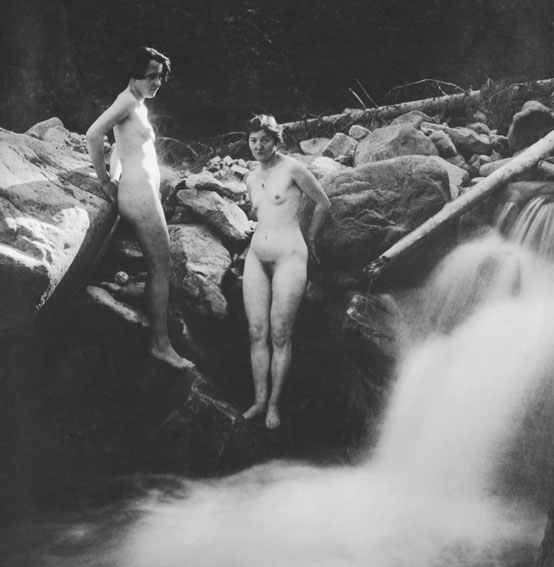
Nina Hard en Erna Schilling. Foto door Kirchner. Het paar was actief in de Freikörperkultur. 1921
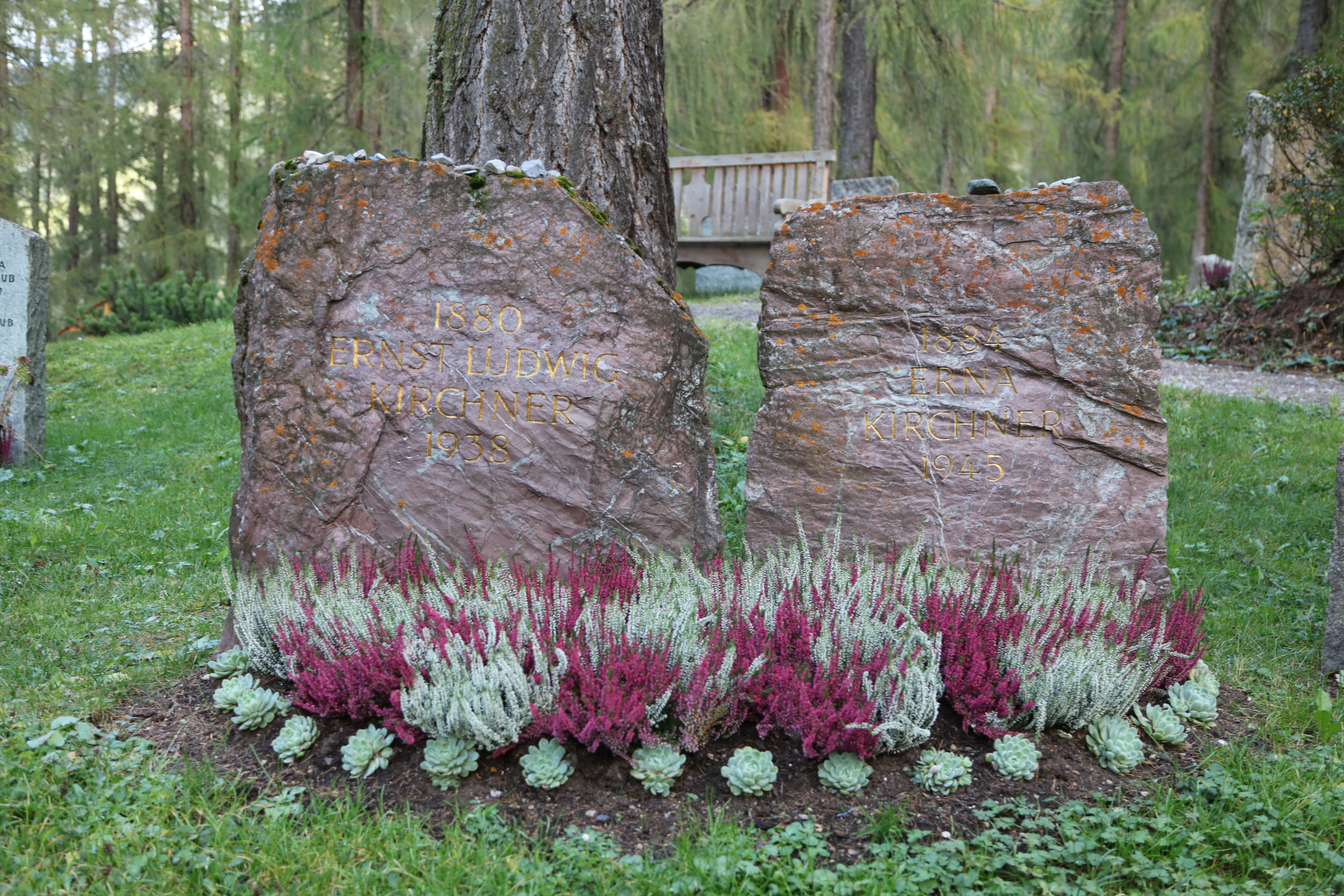
Het graf van Schilling en Kirchner in Davos